# 信田敏宏
信田 敏宏（のぶた としひろ、1968年 - ）は、日本の文化人類学者。専攻は、社会人類学・東南アジア研究。国立民族学博物館グローバル現象研究部教授。

## 来歴・人物
東京都出身。1992年に東京都立大学 (1949-2011)人文学部人文科学科社会学専攻卒業。1995年に東京都立大学大学院社会科学研究科社会人類学専攻修士課程修了。2001年に東京都立大学人文学部社会学科助手、2003年に国立民族学博物館民族学研究開発センター助手、2004年に同研究戦略センター助手、2006年に同助教授、2012年に同民族文化研究部准教授、2013年に同文化資源研究センター准教授、同教授を経て、2017年より現職。

## 主な著作

### 単著
- 周縁を生きる人びと―オラン・アスリの開発とイスラーム化（京都大学学術出版会）※第4回東南アジア史学会賞
- ドリアン王国探訪記: マレーシア先住民の生きる世界（臨川書店）
- 「ホーホー」の詩ができるまで ダウン症児、こころ育ての10年（出窓社）
- 「ホーホー」の詩、それから ―知の育て方― （出窓社）
- 家族の人類学 マレーシア先住民の親族研究から助け合いの人類史へ（臨川書店）

### 共編著
- 東南アジア・南アジア 開発の人類学 真崎克彦との共編著（明石書店）
- 生をつなぐ家―親族研究の新たな地平 小池誠との共編（風蝶社）
- グローバル支援の人類学: 変貌するNGO・市民活動の現場から 白川千尋・宇田川妙子との共編（昭和堂）